# Inmigración paraguaya en España
La inmigración paraguaya en España comprende a los paraguayos y/o descendientes de paraguayos residiendo en España. Es considerada la segunda más importante fuera del Paraguay y la más numerosa en Europa, además de ser la de mayor crecimiento poblacional en España entre los años 2000 y 2010 (+9000% de crecimiento).

## Historia
La comunidad paraguaya en España es la que más crecimiento poblacional registró en la última década. Según datos del Instituto Nacional de Estadística de España, la comunidad paraguaya en el 2001 era de sólo 928 habitantes; mientras que para el año 2012, esta cifra alcanzaría 87.536, creciendo más del 9000% con respecto al censo anterior.
Así mismo, la comunidad paraguaya en España es la segunda más numerosa fuera del Paraguay, detrás de la que habita en Argentina. A pesar del masivo crecimiento poblacional, en los últimos años se registró un leve decrecimiento poblacional, pasando de 87.536 (2012) a 74.910 para el año 2014, a consecuencia de la repatriación de paraguayos, debido a la crisis económica presente en el país europeo. Sin embargo, a partir del año 2016 y con el nuevo crecimiento económico del país, se observa un ligero repunte de la migración, alcanzando la cifra de 80.218 ciudadanos paraguayos empadronados en España a fecha de 2019.